# Casa Simó
Casa Simó és una obra del Pinell de Brai (Terra Alta) inclosa a l'Inventari del Patrimoni Arquitectònic de Catalunya.

## Descripció
Aquest habitatge és a una tipologia molt comuna d'aquesta comarca on la trobem molt repetida. És una construcció de tres plantes amb la clàssica golfa oberta per finestres corregudes de lleugera arcuació. La planta baixa serveix de magatzem i la primera d'habitació. El material utilitzat és la maçoneria, totxo i pedra. Els forjats són de bigues de fusta i revoltons a la catalana. Els balcons tenen per sota dues petites mènsules. El ràfec és petit i format per una cornisa motllurada. Coberta de teula.
És curiosa la presència de les petites mènsules dels balcons, on la seva decoració a base de palmes vegetals és molt repetida a altres cases de la vila.